# Xoanon

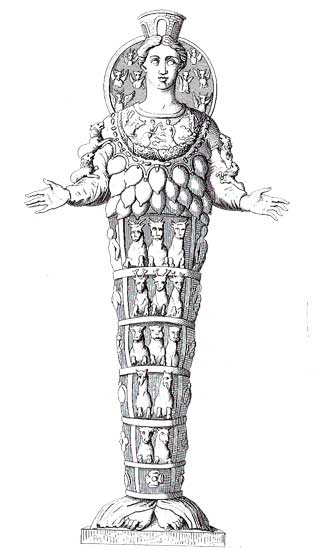
Grabado del con la reconstrucción del xoanon de Artemisa de Éfeso.

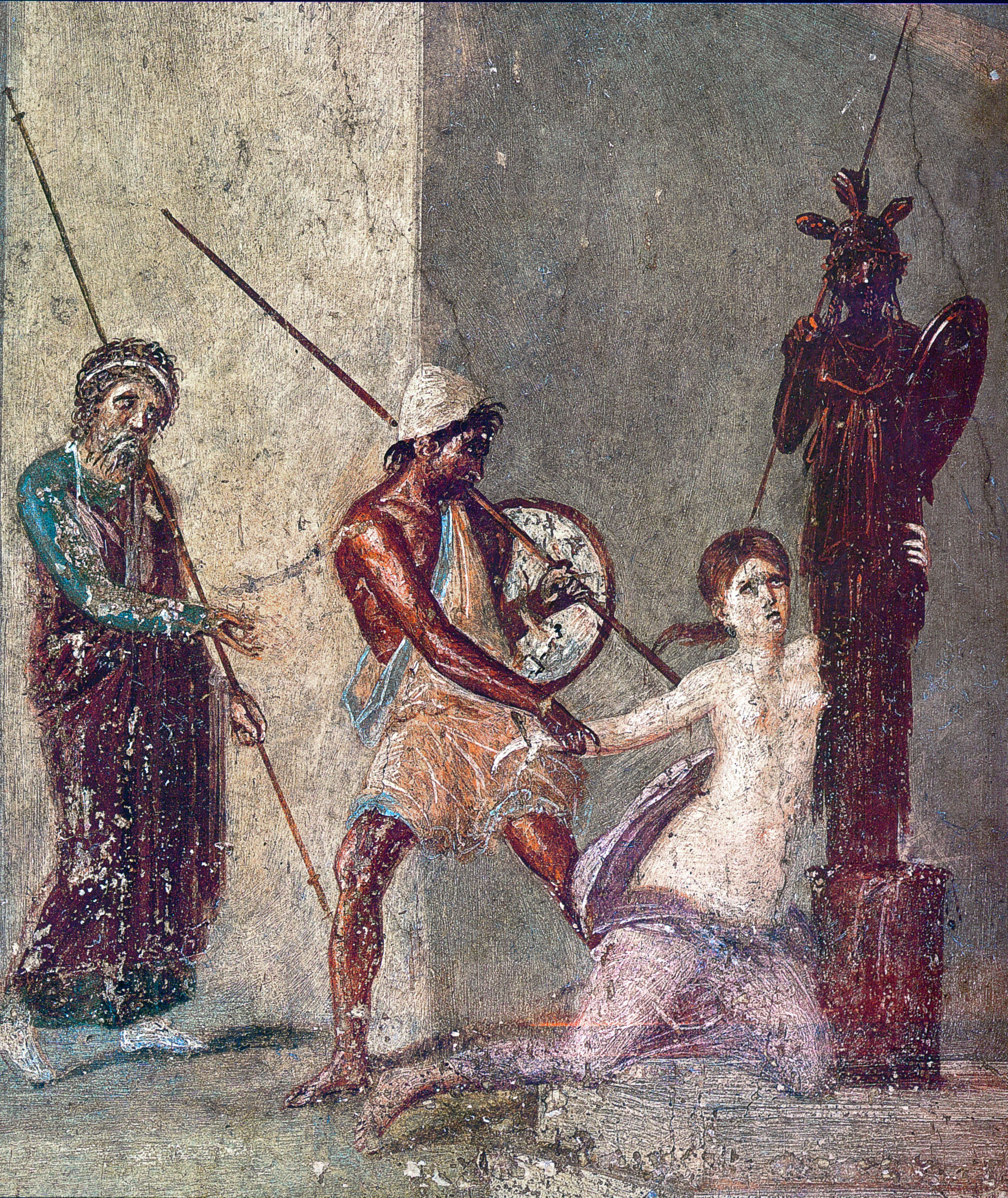
Fresco romano del atrio de la Casa de Menandro en Pompeya. Representa la escena del saqueo final de Troya por los aqueos; Casandra se agarra con fuerza a un xoanon de madera con la imagen de Atenea, mientras Áyax el Menor tira de ella en sentido opuesto.

Un xoanon (griego antiguo: ξόανον; plural: ξόανα, xoana; del verbo griego: ξέειν, xeein, "tallar" o "raspar" [madera]) es una escultura de madera con carácter votivo que se realizaba en la época arcaica de la Antigua Grecia y estaba vinculada a los templos.
Los griegos clásicos asociaban tales objetos de culto, ya sea anicónicamente o en efigie, con el legendario Dédalo. De este tipo de imágenes de culto ninguna ha llegado a nuestros días, excepto en copias en piedra o mármol. En el siglo II Pausanias describió numerosas xóana en su Descripción de Grecia, en particular la imagen de Hera en su templo de Samos. «La estatua de Hera de Samos, como Aethilos dice, al principio fue un trozo de madera, pero después, cuando Prokles gobernaba, se humanizó su forma». En sus viajes Pausanias nunca menciona haber visto un xoanon de un hombre mortal.

## Características y tipos
Este tipo de esculturas tenía forma humana y se adaptaba a la forma cilíndrica del tronco del árbol en el que se tallaba. Podían estar formadas por una estructura interior recubierta de placas metálicas.
Algunos tipos de primitivas xóana pueden reflejarse en sus versiones arcaicas en mármol, como el tipo pilar de la "Hera de Samos" (Museo del Louvre), la plana "Hera de Delos" o algunas figuras arcaicas de koroí que pueden haber sido utilizadas para representar a Apolo. Se considera por tanto que son los precedentes de los kuroí y de las korai que más tarde se esculpirían en piedra y mármol.
Un tipo diferente son las figuras de culto que tenían talladas en mármol la cara, manos y pies y el resto del cuerpo era de madera (se les llama acrolitos). La parte de madera, se cubría generalmente con un paño o con pan de oro.

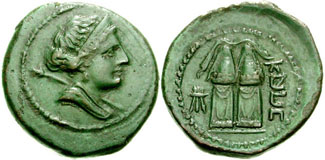
Moneda griega del siglo III a. C., con el busto de Hera en el anverso y dos xoanon representados en el reverso.